# Ion Brad
Ion Brad (Pánád, 1929. november 8. – Bukarest, 2019. február 6.) román diplomata és író, a szocialista realizmus képviselője.

## Élete
A kolozsvári román egyetem filológiai karán végezte tanulmányait 1948 és 1952 között. 1956-tól a Cravata roșie szerkesztője, majd 1958-ban átkerült a Luceafărul újsághoz, ezt követően a Scînteia tineretului újság szerkesztőségének tagja 1960-tól. 1973 és 1982 között a Román Szocialista Köztársaság athéni nagyköveteként szolgált, majd a bukaresti Teatrul Nottara (Nottara Színház) igazgatója volt 1984 és 1990 között.
1974-ben beválasztották a Román Kommunista Párt központi bizottságának tagjává. A párton belüli funkcióját a kommunista rezsim bukásáig, 1989-ig megőrizte. 1990-ben létrehozta és vezette a Demiurg kiadót.

## Kitüntetések
- 1959 – a Román Akadémia kitüntetését kapja a Cu timpul meu verses kötetéért.
- 1972 – az Uniunea Scriitorilor (Írószövetség) díjat ad át neki a Cele patru anotimpuri alkotásáért.
- 1999 – Transilvania díjat kap a Lucian Blaga Nemzetközi Fesztiválon.

## Lírai alkotások
- 1952 – Cincisutistul
- 1954 – Cu sufletul deschis
- 1955 – Cântecele pământului natal
- 1958 – Cu timpul meu
- 1964 – Eroii fabulelor
- 1966 – Fiica Dunării şi a mării
- 1970 – Poeme
- 1973 – Noaptea cu privighetori
- 1977 – Transilvane cetăţi fără somn
- 1982 – Cartea zodiilor
- 1987 – Oracole
- 1989 – Rădăcinile cerului
- 1996 – Icoana nevăzută
- 2000 – Al doilea suflet

## Prózai alkotások
- 1964 – Descoperirea familiei
- 1975 – Ultimul drum
- 1980 – Muntele catârilor
- 1985 – Întâlnire periculoasă
- 1996 – Muntele

## Magyarul
- Fehér vadászat. Versek; ford. Bodor Pál et al.; Kriterion, Bukarest, 1971
- A mesék hősei; vers Ion Brad, fotó Ion Miclea, átdolg. Létay Lajos; Creanga, Bukarest, 1971
- Emil Isac, új eszmék szólója; ford. Bustya Endre, Farkas László; Dacia, Kolozsvár-Napoca, 1975
- Kapu zárul, kapu tárul. Regény; ford. Beke György, versford. Veress Zoltán; Kriterion, Bukarest, 1979 (Román írók)

## Fordítás
- Ez a szócikk részben vagy egészben  az   Ion Brad című román Wikipédia-szócikk ezen változatának fordításán alapul.  Az eredeti cikk szerkesztőit annak laptörténete sorolja fel. Ez a jelzés csupán a megfogalmazás eredetét és a szerzői jogokat jelzi, nem szolgál a cikkben szereplő információk forrásmegjelöléseként.